# 229280 Sica
229280 Sica este o planetă minoră (asteroid) din centura de asteroizi. A fost descoperită pe 16 ianuarie 2005 la Mauna Kea Observatories⁠(d) de Paul A. Wiegert⁠(d). 
Obiectul prezintă o orbită caracterizată de o semiaxă mare de 2,9950049429091 UAi, o excentricitate de 0,10189656777264, o înclinație de 1,082196258911 ° în raport cu ecliptica.